# Truyện cổ tích Nga
Truyện cổ tích Nga (tiếng Nga: Русские сказки) là thuật ngữ mô tả kho tàng các câu chuyện được lưu hành trong dân gian Nga tự cổ chí kim và có cả những tác phẩm mang tính cá nhân, có tác giả và hoàn cảnh sáng tác cụ thể. Đôi khi, khái niệm này cũng bao gồm cả văn học dân gian của các nước Belarus và Ukraina - những thực thể cùng với Nga xưa kia từng là một phần của Rus Kiev.

## Một số câu chuyện phổ biến

### Văn học truyền miệng
- Masha và chú gấu
- Cái chết của Koshchey Bất Tử
- Nàng Vasilisa xinh đẹp
- Ông già Tuyết
- Chị Alyonushka và em trai Ivanushka
- Nàng công chúa Ếch
- Hạt Dẻ Xám
- Theo lệnh cá măng
- Chiếc lông Chim Ưng Finist
- Cô bé và bầy thiên nga
- Hoàng tử Ivan, Chim Lửa và con Sói Xám
- Đi đâu - tôi chẳng biết, đón cái gì - tôi chẳng hay
- Chiếc đĩa bạc và quả táo má hồng
- Nhổ củ cải
- Cáo, thỏ và gà trống
- Chó sói và bảy chú dê con
- Món cháo rìu
- Chiếc bánh mì tròn bé nhỏ
- Khavroshechka bé bỏng
- Bảy anh em trai Simeon - bảy người thợ can đảm

### Văn học viết
- Bác sĩ Aibolit (Korney Chukovsky)
- Bông hoa đỏ thắm (Sergey Aksakov)
- Mười hai tháng (Samuil Marshak)
- Chiếc chìa khóa vàng, hay Những cuộc phiêu lưu của Buratino (Aleksey Tolstoy)
- Chú ngựa gù (Pyotr Yershov)
- Cá sấu Gena và những người bạn (Eduard Uspensky)
- Moydodyr (Korney Chukovsky)
- Bông hoa đá (Pavel Bazhov)
- Vương quốc của những chiếc gương cong (Vitaly Gubarev)
- Những cuộc phiêu lưu của Mít Đặc và các bạn (Nikolai Nosov)
- Chuyện ông cố đạo và người làm công Balda (Aleksandr S.Pushkin)
- Chuyện vua Saltan (Aleksandr S.Pushkin)
- Chuyện ông lão đánh cá và con cá vàng (Aleksandr S.Pushkin)
- Chuyện nàng công chúa chết chóc và bảy tráng sĩ (Aleksandr S.Pushkin)
- Chuyện con gà trống vàng (Aleksandr S.Pushkin)
- Ông già Khottabych (Lazar Lagin)
- Ba con gấu (Lev Tolstoy)
- Ba ông béo (Yury Olesha)
- Con gà đen, hay Những cư dân dưới lòng đất (Antony Pogorelsky)
- Câu chuyện về thời gian đã mất (Yevgeny Shvarts)

## Nhân vật
| - Nàng Vasilisa - Baba-Yaga - Koshchey Bất Tử - Con Cá Măng - Chim Lửa - Lutonia - Ivan Ngốc Nghếch - Hoàng tử Ivan - Chàng Ivan - Con cáo Patrikeyevna - Chú gấu Vụng Về - Chiếc bánh mì tròn bé nhỏ | - Rồng Thần - Nàng Vasilisa Khôn Ngoan và Thông Minh - Bác sĩ Aibolit - Cá sấu Gena - Cheburashka - Shapoklyak - Vua Saltan - Ba ông béo - Buratino - Maria Morevna - Ông già Khottabych - Chim Ưng Finist |